# Айсдорф
Айсдорф (нем. Eisdorf) — община в Германии, в земле Нижняя Саксония.
Входит в состав района Остероде. Подчиняется управлению Бад Грунд (Харц). Население составляет 1718 человек (на 31 декабря 2010 года). Занимает площадь 10,56 км².
| Год  | Население |
| ---- | --------- |
| 1990 | 1716      |
| 1995 | 1698      |
| 2000 | 1789      |
| 2005 | 1833      |
| 2010 | 1749      |